# Kangkung (Semendawai Barat)
Kangkung is een bestuurslaag in het regentschap Ogan Komering Ulu van de provincie Zuid-Sumatra, Indonesië. Kangkung telt 1478 inwoners (volkstelling 2010).